# 光山郡
光山郡（クァンサンぐん、こうざんぐん、朝鮮語: 광산군）は、全羅南道にあった郡で、現在は光州広域市の一部となる。
1935年前の名称は光州郡であり、光州郡光州邑が光州府に昇格した時に光山郡に改称された。

## 沿革

### 光州郡
| 1914年 | 1914年 | 現在             | 現在 |
| 面     | 町・里 | 区               | 洞 |
| ------ | --- | ---------------- | --- |
| 光州面 | 弓町、東門通、西門通、南門通、北門通、東光山町、西光山町、西城町、北城町、花園町、不動町、錦町、瑞南里、錦渓里、城底里、数奇屋町 | 光州広域市東区   | 弓洞、長洞、忠壮路、錦南路、大義洞、光山洞、黄金洞、湖南洞、不老洞、錦洞、南洞、瑞石洞、鶴洞、大仁洞、須奇洞           |
| 光州面 | 楼門里 | 光州広域市北区   | 楼門洞、北洞、柳洞 |
| 瑞坊面 | 牛山里、中興里、壮虎里、豊郷里、斗岩里、角化里、文興里、龍鳳里、梧峙里、三角里、梅谷里、新安里                                   | 光州広域市北区   | 牛山洞、中興洞、豊郷洞、斗岩洞、角化洞、文興洞、龍鳳洞、梧峙洞、三角洞、梅谷洞、新安洞、林洞                           |
| 瑞坊面 | 豊郷里、東渓里 | 光州広域市東区   | 鶏林洞、東明洞、山水洞、芝山洞                                                                                         |
| 池漢面 | 所台里、洪林里、雲林里、内南里、仙橋里、龍淵里、龍山里、月南里                                                                   | 光州広域市東区   | 所台洞、鶴洞、雲林洞、内南洞、仙橋洞、龍淵洞、龍山洞、月南洞                                                           |
| 石谷面 | 金谷里、忠孝里、徳義里、花岩里、清風洞、望月里、長灯里、雲亭里                                                                   | 光州広域市北区   | 金谷洞、忠孝洞、徳義洞、花岩洞、清風洞、望月洞、長灯洞、雲亭洞                                                         |
| 牛峙面 | 生龍里、龍田里、龍江里、孝領里、水谷里、台領里                                                                                   | 光州広域市北区   | 生龍洞、龍田洞、龍江洞、孝領洞、水谷洞、台領洞                                                                         |
| 本村面 | 本村里、龍頭里、芝野里、臣龍里、蓮堤里、良山里、日谷里、月出里、大村里、五龍里                                                   | 光州広域市北区   | 本村洞、龍頭洞、芝野洞、臣龍洞、蓮堤洞、良山洞、日谷洞、月出洞、大村洞、五龍洞                                         |
| 極楽面 | 雲岩里、東林里 | 光州広域市北区   | 雲岩洞、東林洞 |
| 極楽面 | 徳興里、楡村里、東林里、双村里、治平里、新礼里、花亭里、内防里                                                                   | 光州広域市西区   | 徳興洞、楡村洞、東川洞、双村洞、治平洞、農城洞、花亭里、内防洞、光川洞                                                 |
| 西倉面 | 細荷里、碧津里、梅月里、馬勒里、金湖里、楓岩里、龍頭里、西倉里                                                                   | 光州広域市西区   | 細荷洞、碧津洞、梅月洞、馬勒洞、金湖洞、楓岩洞、龍頭洞、西倉洞                                                         |
| 西倉面 | 松大里 | 光州広域市光山区 | 松大洞 |
| 松汀面 | 新村里、牛山里、道山里、道湖里、西峰里、印岩里、雲水里、素村里、松汀里                                                           | 光州広域市光山区 | 新村洞、牛山洞、道山洞、道湖洞、西峰洞、雲水洞、素村洞、松汀洞                                                         |
| 飛鴉面 | 飛鴉里、道村里、双庵里、月桂里、山月里、水莞里、新昌里、新佳里、雲南里                                                           | 光州広域市光山区 | 飛鴉洞、道泉洞、双庵洞、月桂洞、山月洞、水莞洞、新昌洞、新佳洞、雲南洞                                                 |
| 河南面 | 安倉里、真谷里、鰲仙里、長徳里、黒石里、河南里、長水里、山亭里、月谷里                                                           | 光州広域市光山区 | 安倉洞、真谷洞、鰲仙洞、長徳洞、黒石洞、河南洞、長水洞、山亭洞、月谷洞                                                 |
| 林谷面 | 古龍里、新龍里、斗亭里、博湖里、登任里、山幕里、林谷里、沙湖里、烏山里、光山里                                                   | 光州広域市光山区 | 古龍洞、新龍洞、斗亭洞、博湖洞、登任洞、山幕洞、林谷洞、沙湖洞、烏山洞、光山洞                                         |
| 東谷面 | 黄龍里、伏龍里、堯基里、下山里、柳渓里、龍鳳里、本徳里                                                                           | 光州広域市光山区 | 黄龍洞、伏龍洞、堯基洞、下山洞、柳渓洞、龍鳳洞、本徳洞                                                                 |
| 孝泉面 | 校社里 | 光州広域市西区   | 良洞 |
| 孝泉面 | 鳳仙里、碧桃里、珠月里、真月里、松荷里、林岩里、杏岩里、老大里、徳南里、楊林里、校社里                                           | 光州広域市南区   | 鳳仙洞、碧雲洞、珠月洞、月山洞、真月洞、松荷洞、林岩洞、杏岩洞、老大洞、徳南洞、楊林洞、芳林洞、西洞、亀洞、社洞       |
| 大村面 | 島村里、九沼里、新場里、漆石里、石亭里、禾場里、大支里、月城里、良村里、昇村里、鴨村里、支石里、良瓜里、泥場里、院山里           | 光州広域市南区   | 陶金洞、九沼洞、新場洞、漆石洞、石亭洞、禾場洞、大支洞、月城洞、良村洞、昇村洞、鴨村洞、支石洞、良瓜洞、泥場洞、院山洞 |

- 三国時代には武珍州と呼ばれ、南北国時代には武州と改名した。
- 1895年6月23日（陰暦閏5月1日） - 羅州府光州郡に再編。[16](41面）
- 1896年8月4日 - 全羅南道光州郡に再編。[17]
- 1914年4月1日 - 郡面併合により、光州郡葛田面・大峙面が潭陽郡に編入、咸平郡烏山面が光州郡に編入。光州郡に以下の面が成立。[18]（15面）
  - 光州面・池漢面・石谷面・牛峙面・本村面・飛鴉面・河南面・林谷面・松汀面・東谷面・西倉面・大村面・極楽面・瑞坊面・孝泉面
- 1931年4月1日（1邑13面）[19]
  - 光州面が光州邑に昇格。
  - 牛峙面・本村面が合併し、芝山面を設置。
- 1935年
  - 4月1日（1邑12面）[20]
    - 瑞坊面・池漢面・孝泉面・極楽面のそれぞれ一部が光州邑に編入。
    - 廃止された孝泉面の残部・池漢面の残部は孝池面として再編。

  - 10月1日（12面）[1]
    - 光州邑が光州府に昇格、郡より離脱。
    - 光州郡が光山郡に改称。

### 改称後
- 1937年7月1日 - 松汀面が松汀邑に昇格。（1邑11面）
- 1949年8月14日 - 羅州郡平洞面・三道面・本良面を編入。（1邑14面）
- 1955年7月1日（1邑10面）[21]
  - 瑞坊面・極楽面・孝池面および石谷面の花岩里・清風里・望月里・長灯里・雲亭里が光州市に編入。
  - 石谷面の金谷里・忠孝里・徳義里が潭陽郡南面に編入。
- 1957年11月6日（1邑7面）[22]
  - 大村面・芝山面および西倉面の一部が光州市に編入。
  - 西倉面の残部が東谷面に編入。
- 1963年1月1日 - 光州市から一部を返還。（1邑9面）[23]
  - 瑞湖洞・芳荷洞・新湖洞をもって西倉面を復活。
  - 松石洞・登龍洞・鶴昇洞をもって大村面を復活。
- 1986年11月1日 - 松汀邑が市制施行し、松汀市となり、郡より離脱。[24]（9面）
- 1988年1月1日 - 飛鴉面・河南面・林谷面・東谷面・西倉面・大村面・平洞面・三道面・本良面が松汀市とともに光州市と合併し、光州直轄市光山区が発足。光山郡消滅。